# Radicaal 104
Radicaal 104 is een van de 23 van de 214 Kangxi-radicalen dat bestaat uit vijf strepen.
In het Kangxi-woordenboek zijn er 526 karakters die dit radicaal gebruiken.

## Karakters met het radicaal 104
| Strepen | Karakter                                                                         |
| ------- | -------------------------------------------------------------------------------- |
| + 0     | 疒                                                                               |
| + 2     | 疓 疔 疕 疖 疗                                                                   |
| + 3     | 疘 疙 疚 疛 疜 疝 疞 疟 疠                                                       |
| + 4     | 疡 疢 疣 疤 疥 疦 疧 疨 疩 疪 疫 疬 疭 疮 疯                                     |
| + 5     | 疰 疱 疲 疳 疴 疵 疶 疷 疸 疹 疺 疻 疼 疽 疾 疿 痀 痁 痂 痃 痄 病 痆 症 痈 痉    |
| + 6     | 痊 痋 痌 痍 痎 痏 痐 痑 痒 痓 痔 痕 痖                                           |
| + 7     | 痗 痘 痙 痚 痛 痜 痝 痞 痟 痠 痡 痢 痣 痤 痥 痦 痧 痨 痩 痪 痫                   |
| + 8     | 痬 痭 痮 痯 痰 痱 痲 痳 痴 痵 痶 痷 痸 痹 痺 痻 痼 痽 痾 痿 瘀 瘁 瘂 瘃 瘄 瘅 瘆 |
| + 9     | 瘇 瘈 瘉 瘊 瘋 瘌 瘍 瘎 瘏 瘐 瘑 瘒 瘓 瘔 瘕 瘖 瘗 瘘                            |
| + 10    | 瘙 瘚 瘛 瘜 瘝 瘞 瘟 瘠 瘡 瘢 瘣 瘤 瘥 瘦 瘧 瘨 瘩 瘪 瘫                         |
| + 11    | 瘬 瘭 瘮 瘯 瘰 瘱 瘲 瘳 瘴 瘵 瘶 瘷 瘸 瘹 瘺 瘻 瘼 瘽 瘾 瘿                      |
| + 12    | 癀 癁 療 癃 癄 癅 癆 癇 癈 癉 癊 癋 癌 癍 癎                                     |
| + 13    | 癏 癐 癑 癒 癓 癔 癕 癖 癗 癘 癙 癚 癛 癜 癝 癞                                  |
| + 14    | 癟 癠 癡 癣                                                                      |
| + 15    | 癢 癤 癥 癦                                                                      |
| + 16    | 癧 癨 癩 癪 癫                                                                   |
| + 17    | 癬 癭 癮                                                                         |
| + 18    | 癯 癰                                                                            |
| + 19    | 癱 癲                                                                            |
| + 21    | 癳                                                                               |
| + 23    | 癴                                                                               |
| + 25    | 癵                                                                               |

Orakelbotkarakter
Karakter in bronsschrift
Klein zegelkarakter